# Felosa-das-cook
Felosa-das-cook  (Acrocephalus kerearako) é uma espécie de ave da família Acrocephalidae.
Apenas pode ser encontrada nas Ilhas Cook.
Os seus habitats naturais são: florestas secas tropicais ou subtropicais, pântanos, e jardins rurais.
Esta espécie está ameaçada por perda de habitat.